# Casa de la Vila (Besalú)
La Casa de la Vila és un edifici del municipi de Besalú (Garrotxa). Forma part de l'Inventari del Patrimoni Arquitectònic de Catalunya.

## Descripció
L'edifici de l'Ajuntament s'aixeca sobre els dos primers arcs de la plaça de la Llibertat, consta de dos pisos, en el primer dels quals s'obre un balcó amb dues obertures emmarcades amb pedra de Girona. A la part alta d'una de les obertures hi ha esculpit l'escut de Besalú. Des de la plaça s'entra a l'interior de l'edifici passant per sota d'una volta que condueix a un pati interior en el qual hi ha dues mides oficials de grans, una força deteriorada i l'altra amb una inscripció que la data del 1730. Al fons, dues voltes sostenen una petita galeria. Per sobre la llinda de la porta que comunica amb la sala de sessions gravat de manera molt arcaica es pot veure l'escut de Besalú, format per la doble creu, els pals verticals i la casona comtal. L'actual edifici de l'ajuntament fou anteriorment la Universitat de la Vila.